# Concattedrale di Santa Maria de La Redonda
La concattedrale di Santa Maria de La Redonda è una chiesa di Logroño (La Rioja, Spagna). Insieme alla cattedrale di Calahorra e di Santo Domingo de la Calzada è la sede della diocesi di Calahorra e La Calzada-Logroño.

## Storia
Nel X secolo il cammino di Santiago attraversava l'Ebro tramite un ponte che dà origine a un paese, che con il tempo diventerà la città di Logroño.
Nell'anno 1095 il re Alfonso VI di Castiglia concesse a questo luogo “Un fuero franco” (privilegi per gli abitanti del luogo). Con il passare del tempo si ha un notevole sviluppo della zona, per cui si costruiscono le chiese di Santa Maria de Palacio, Santiago el Real, San Bartolomé e Santa Maria la Redonda, quest'ultima fuori le mura e separata dal percorso del Cammino di Santiago.
Si chiamò La Redonda probabilmente perché era una chiesa romanica, sicuramente ottagonale, simile alle esistenti nel Cammino giacobeo di Navarra a Eunate e Torres del Río.
Per il suo sviluppo e l'importanza raggiunta, nell'anno 1431 Logroño venne dichiarata città e nel 1435 venne dotata di una chiesa collegiata, in quel momento associata al vicino e importante monastero di Albelda, nel cui scriptorium si crearono importanti codici nel Medioevo. Fra tutti i templi esistenti si scelse La Redonda ritenendo giusto erigere una chiesa grandiosa nello stesso luogo in cui era situata la precedente in stile romanico. La costruzione comincerà anni più tardi nel 1516 ed i successivi ampliamenti e modifiche dureranno ben tre secoli.
Nel 1959 Santa Maria de La Redonda fu dichiarata concattedrale della diocesi di Calahorra e La Calzada-Logroño.

## Descrizione
Le sue origini datano dal IX secolo, dopo l'arrivo di fedeli fuggiti da Torres del Río, come conseguenza delle razzie dei musulmani, che fondarono nello stesso posto della concattedrale attuale un piccolo cenobio del quale, però, non rimane nessuna traccia a causa delle ripetute modifiche apportate nei secoli successivi.
La struttura architettonica della concattedrale venne realizzata durante un lungo periodo che va dal XVI al XVIII secolo. Essa è composta da tre navate, una centrale e due laterali di minor altezza, da un deambulatorio e da un coro; la facciata ha un ingresso principale affiancato da due torri gemelle. Lungo le pareti laterali si trovano le cappelle che chiudono la costruzione definitiva a nord e sud del tempio.
Fra il 1516 e il 1538 si costruiscono il corpo centrale in stile gotico chiamato Reyes Catolicos (Re cattolici) con otto colonne che culminano aprendosi per formare la volta a crociera.
Alzando la vista si contempla qualcosa di molto simile a un grandioso palmeto di pietra, sostenuto dalle colonne cilindriche senza nervature, dalle quali si dirama verso l'alto una filigrana di rami a crociera.
Nel XVII secolo la chiesa venne ingrandita nella parte orientale, venne rifatto l'altare maggiore e la cappella del Santo Cristo.
Infine nel XVIII secolo venne completata la struttura con l'abbassamento del coro al livello della chiesa costruendo posteriormente la monumentale cappella di Nuestra Señora de los Ángeles.
All'esterno si innalzarono le due torri gemelle che costituiscono la grandiosa icona che rappresenta la città di Logroño. Simili a loro si innalzarono torri uniche a Santo Domingo de la Calzada, Haro, Briones, Oyón e Labraza.
Fra le torri, sul portale principale, si trova una pala in pietra, protetta da un'artistica cancellata in ferro battuto.
Il tempio, orientato rigorosamente da ovest a est, è situato nella parte centrale della zona antica di Logroño, aprendosi sull'antica piazza del mercato vicino alla calle Portales, sotto i cui portici e nei dintorni, passeggiano i cittadini.

## Quadro attribuito a Michelangelo Buonarroti

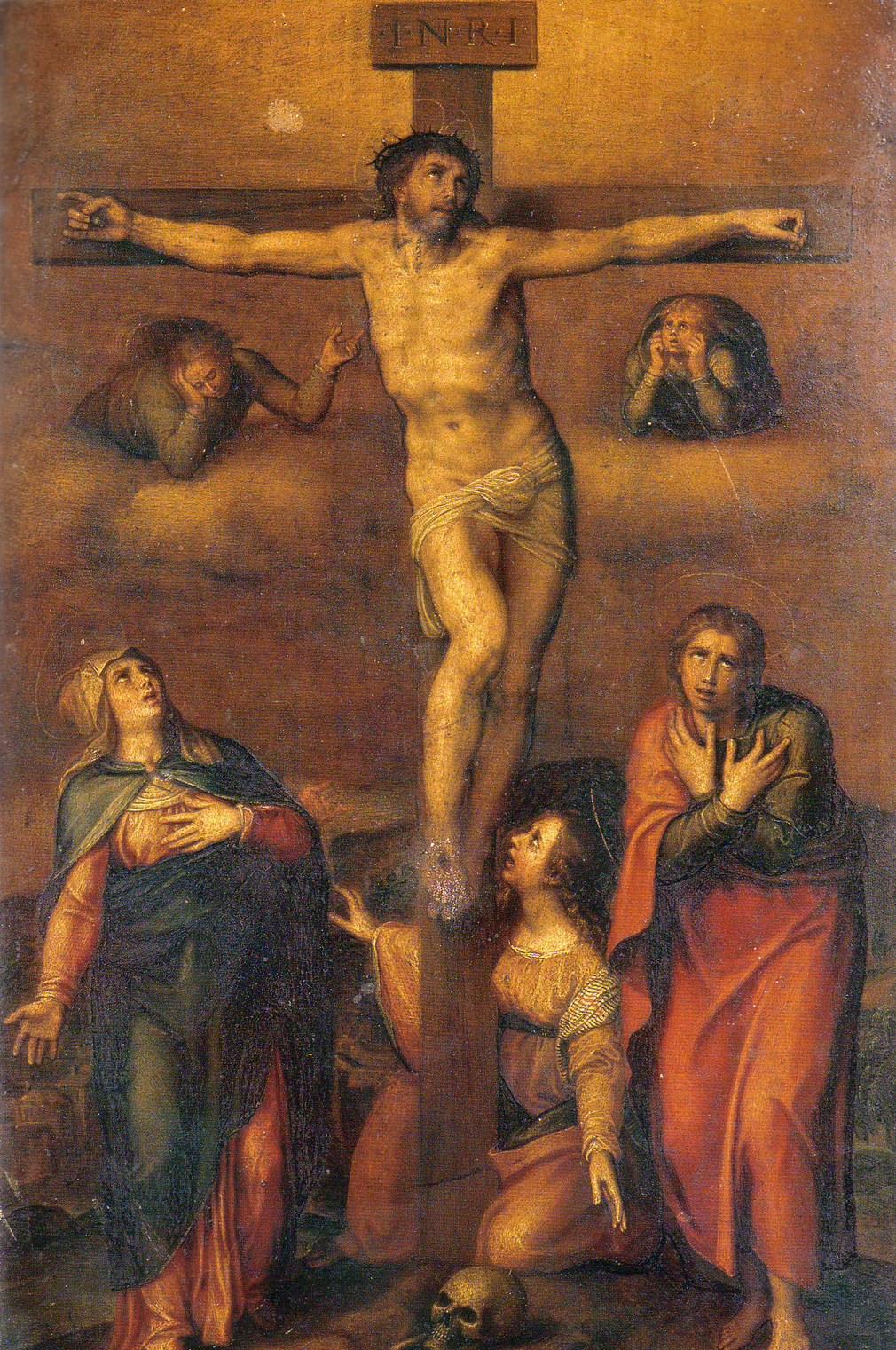
Crocefissione attribuita a Michelangelo Buonarroti.

Dietro il deambulatorio della concattedrale si trova un piccolo dipinto a olio su tavola. Rappresenta un calvario con Cristo vivo, la Vergine Dolorosa, San Giovanni evangelista e Maria Maddalena. Sebbene si suppone sia opera di Michelangelo, ciò non è stato dimostrato.
Il vescovo Pedro González del Castillo, grande umanista ed entusiasta della Redonda, fece costruire nel XVII secolo la Cappella del Santo Cristo vicino all'altare maggiore, quella che secoli più tardi con le sue modificazioni avrebbe dato origine al deambulatorio, e dispose la costruzione di un suo mausoleo con statua per la sua sepoltura.
Godendo di gran fortuna realizzò frequenti viaggi a Roma dove acquistò innumerevoli opere d'arte con l'idea di aggiungerle alla sua cappella. Nella relazione sulla fondazione di questa cappella, in data 13 ottobre 1627, si riporta:
(Volontà del vescovo Pedro Gonzalez del Castillo.)
Una nota ai margini dice: Sia conservato nei forzieri ordina il vescovo Don Pedro che non si collochi fino a che non sia costruita la cancellata a protezione. Bisogna considerare che nella relazione è presente un quadro della Sacra famiglia e indica che è copia di Raffaello. Copia molto buona che si può contemplare nella concattedrale.
Dopo vari secoli di abbandono nella sacrestia, nella seconda metà del XX secolo si collocò nell'abside dietro l'altare maggiore.

## Tavole fiamminghe di Gillis de Coingnet dettoCongnet

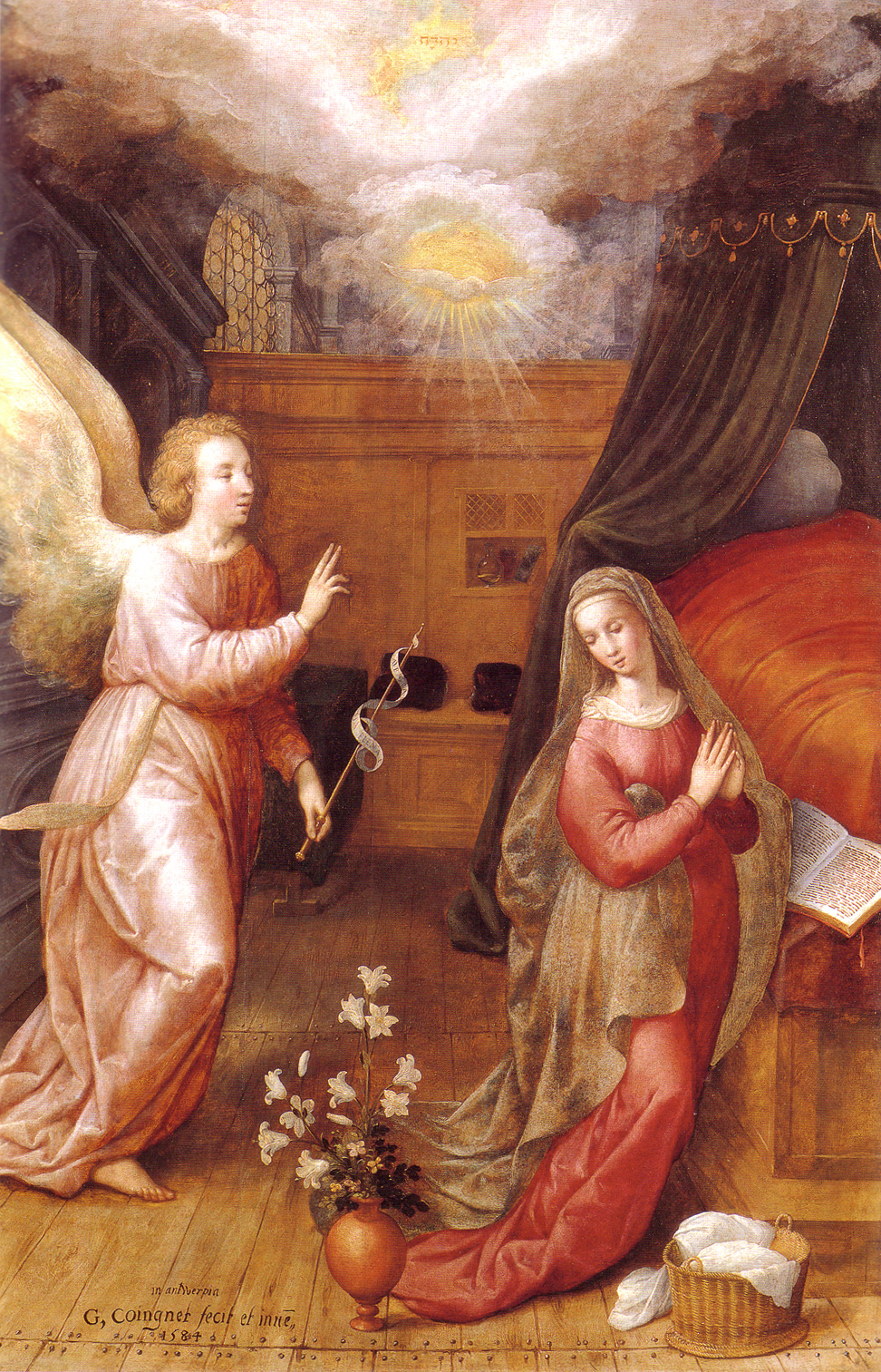
Annunciazione.

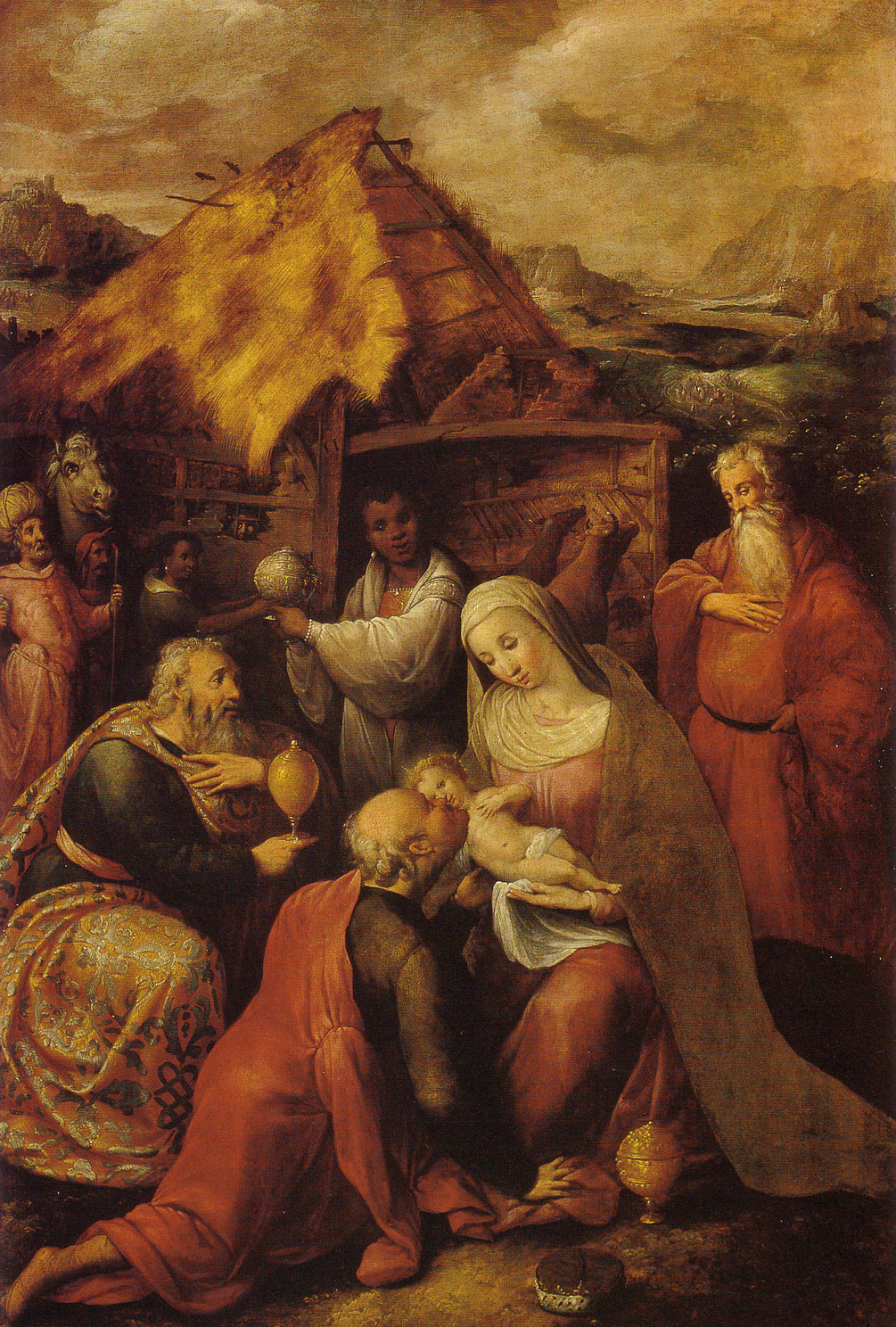
Epifania.

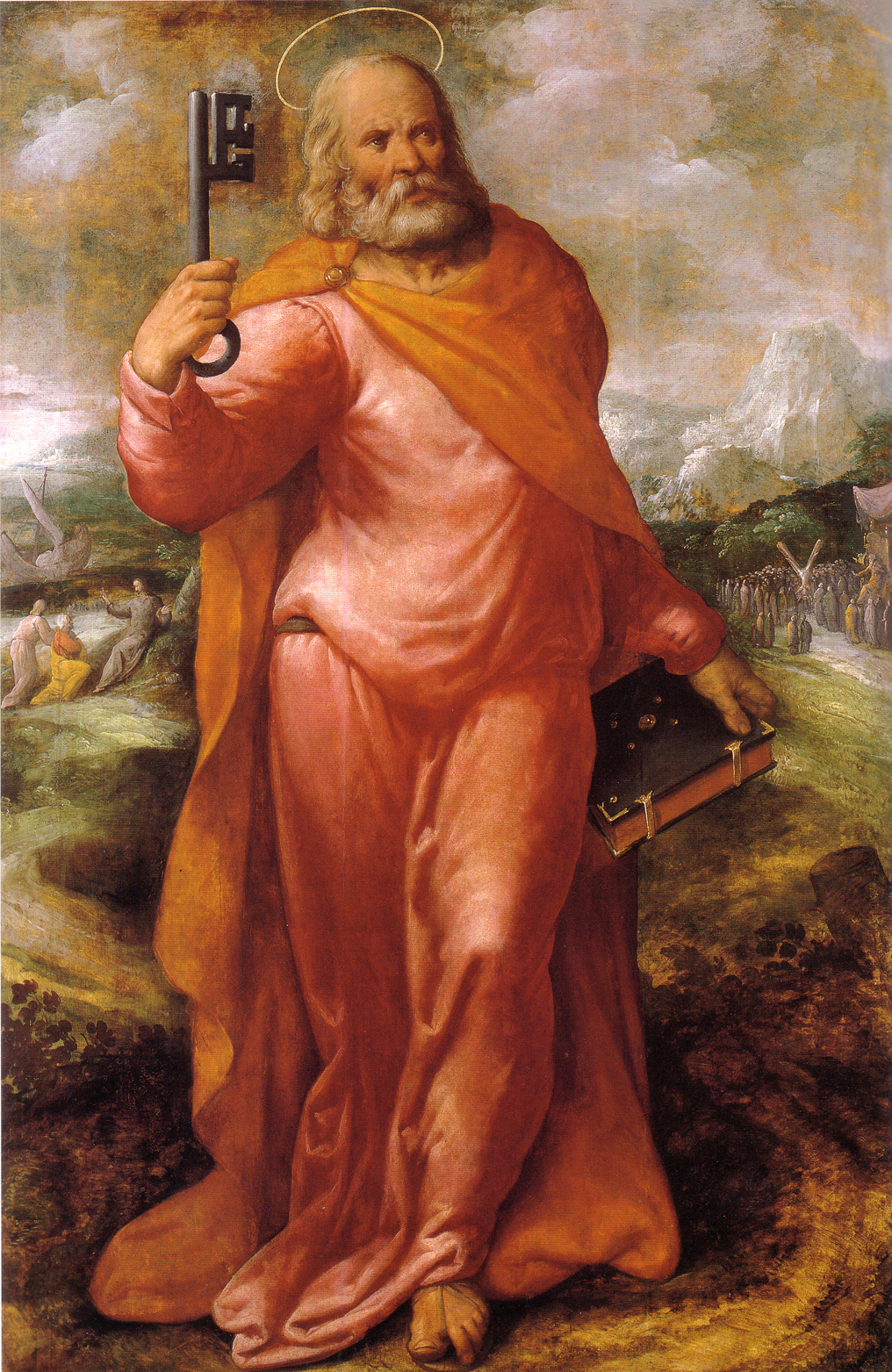
San Pietro.

Provengono dalla Cappella del Señorio de Somalo nelle vicinanze di Nájera e furono realizzati da Gillis Congnet. I suoi proprietari la acquistarono a Parigi agli inizi del XX secolo e le collocarono nella loro cappella. Nello stesso secolo le donarono alla chiesa de la Redonda. Riconosciuta la loro qualità artistica e accertandosi del loro deterioramento, il Museo del Prado e un'istituzione bancaria procedettero al loro restauro, evidenziando così la loro notevole bellezza.
Si tratta di sei tavole di 131 x 88 centimetri rappresentanti san Pietro, la Resurrezione di Cristo, San Giovanni Battista, l'Annunciazione di Maria, l'Epifania di Gesù e l'Assunzione della Vergine, e di tre tavole di 26,5 x 96 centimetri mostranti varie scene della vita di san Francesco d'Assisi.

### Annunciazione
Dipinta dettagliatamente, consente di osservare tutti gli elementi caratteristici di questa scena: Maria in preghiera vicina al letto, con un libro aperto e un cestino da cucito. I gigli del portafiori sono simbolo della verginità. Completano il quadro lo Spirito Santo sotto forma di colomba e l'Angelo messaggero, più in atto di benedire che di annunciare.

### Epifania
Epifania o adorazione dei re Magi sorprende per la viva tenerezza che i Magi manifestano nel volto ed il loro atteggiamento. Ricorda Hieronymus Bosch soprattutto quando si contempla la capanna ed il curioso che si affaccia da un buco della parete.

### San Pietro
La figura di San Pietro ha una forza e un'autorità imponenti. La chiave che ha nella sua mano destra sembra più una spada o uno scettro. Le forme corporee che si intuiscono sotto la tunica ricordano il Michelangelo della Cappella Sistina. Sullo sfondo ed ai lati della figura si osservano le scene della vocazione e del martirio di San Pietro.

## Altre opere d'arte

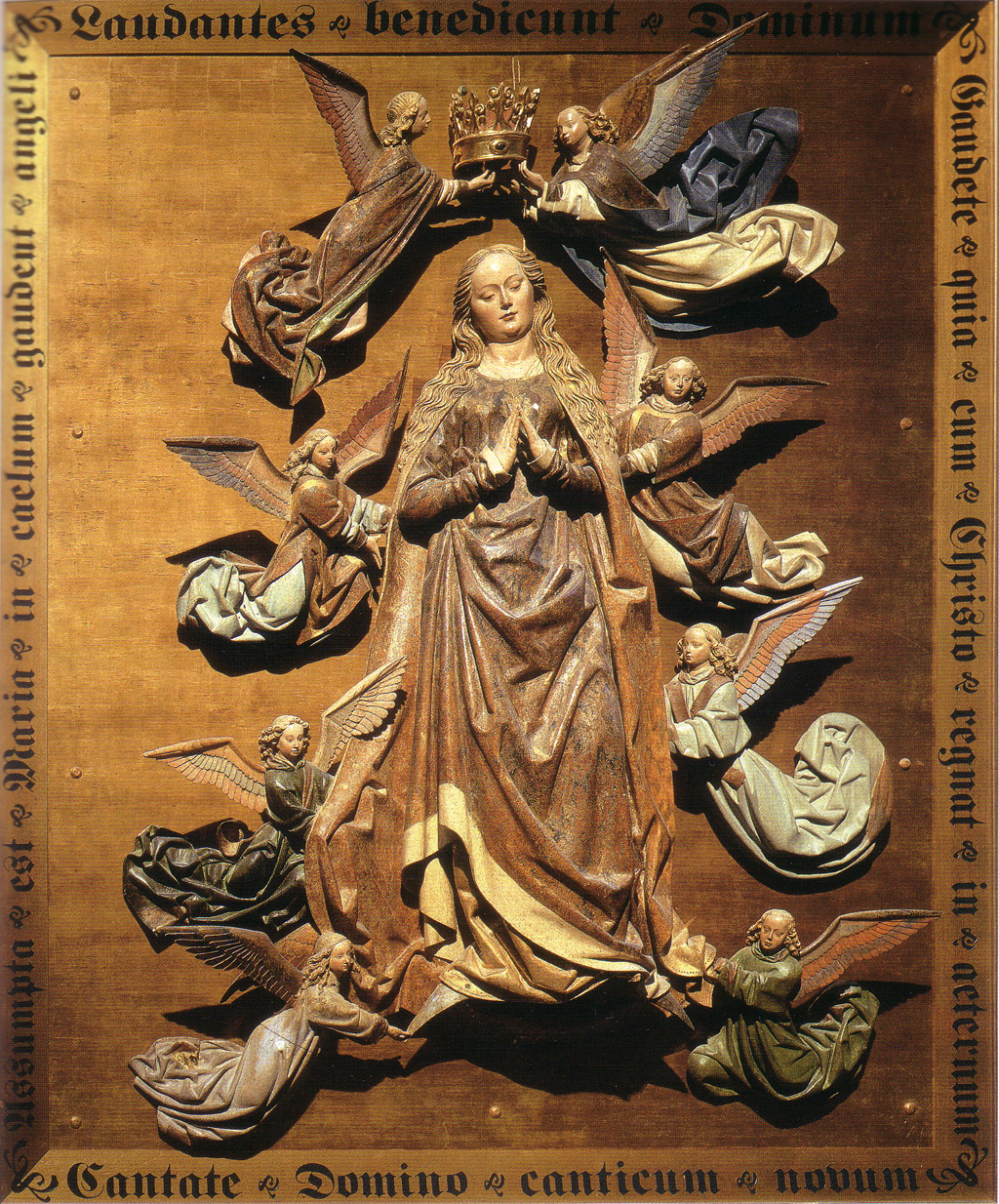
Assunzione della Vergine.

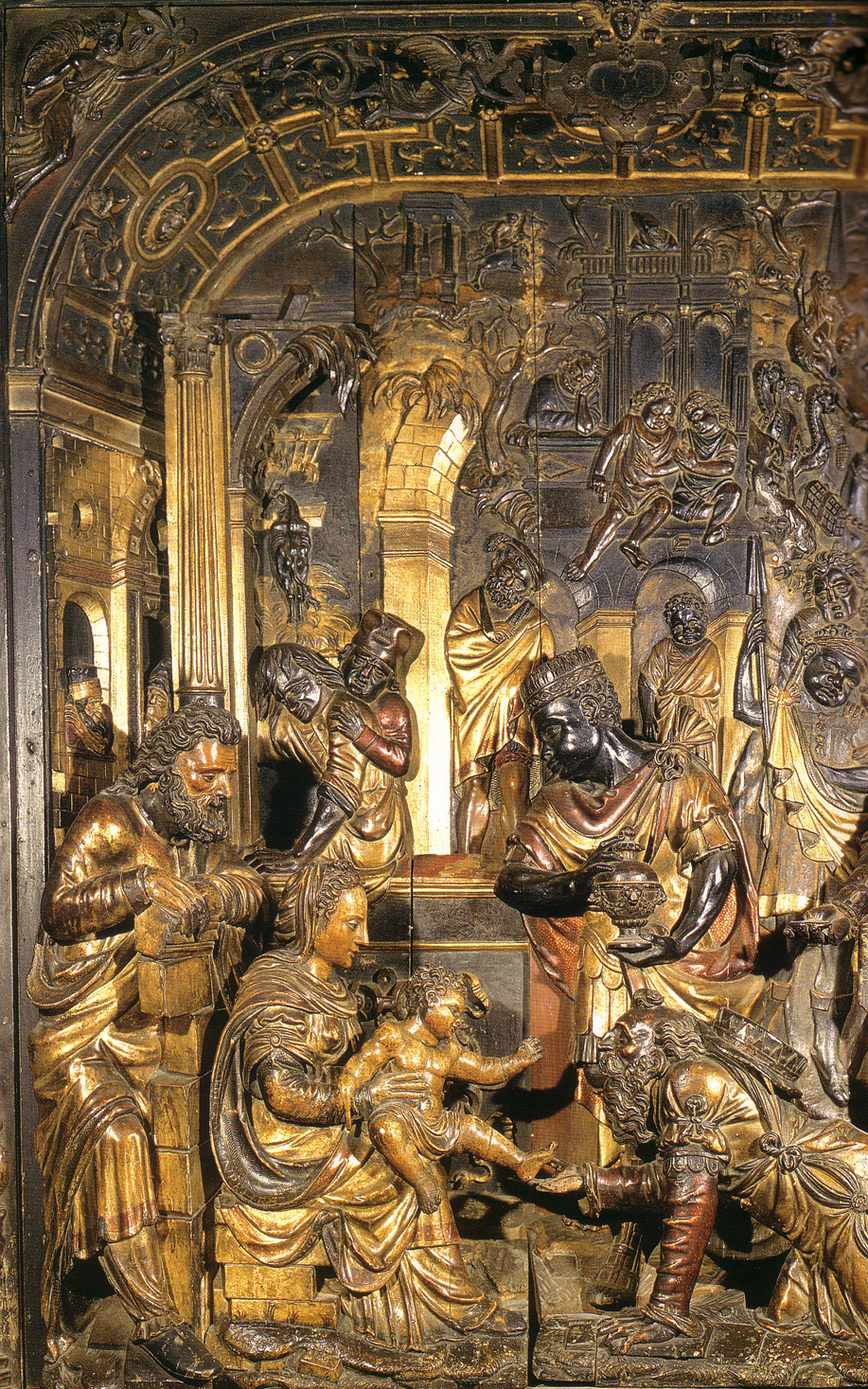
Adorazione dei Magi.

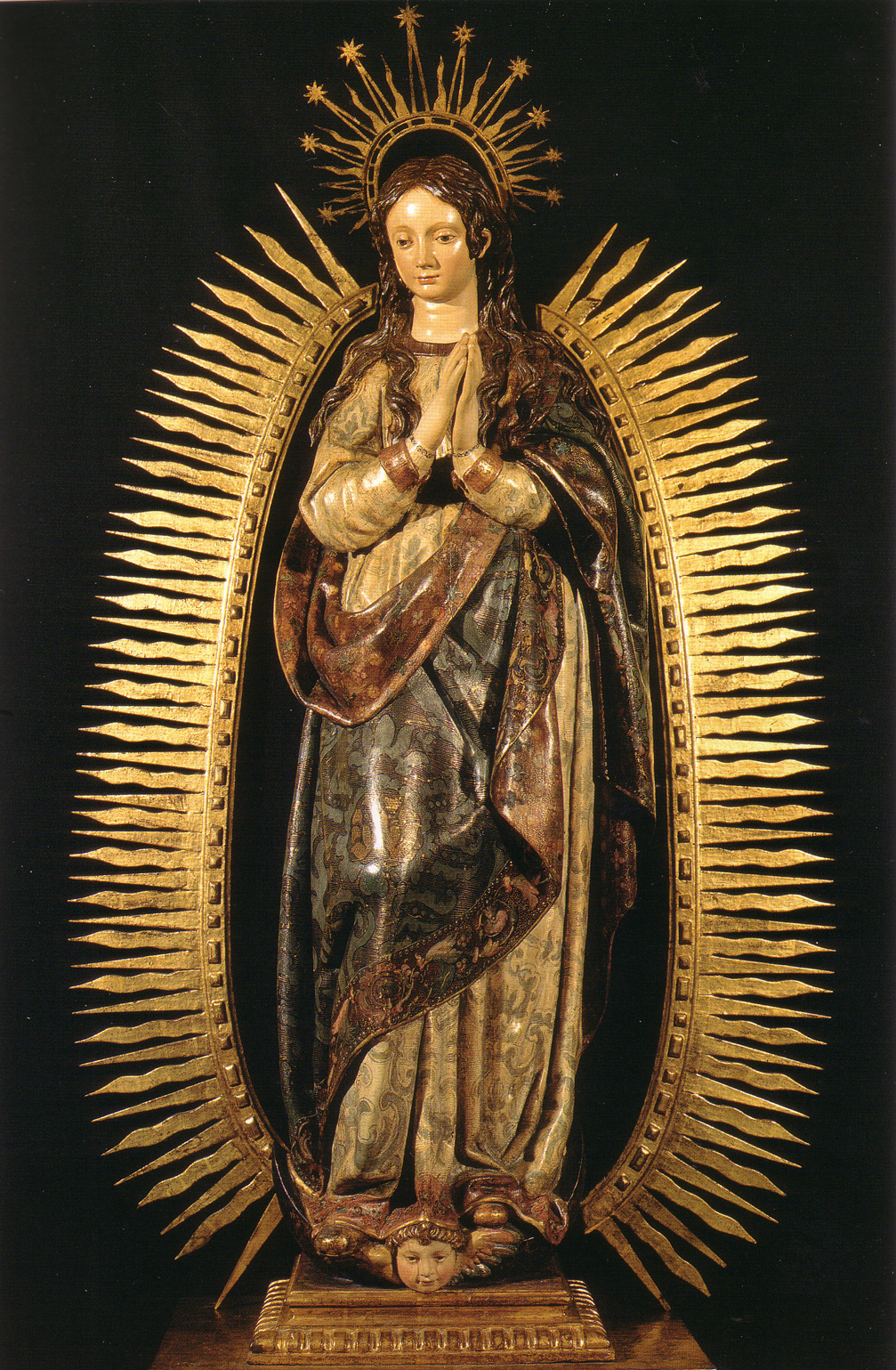
Inmacolata Concezione.

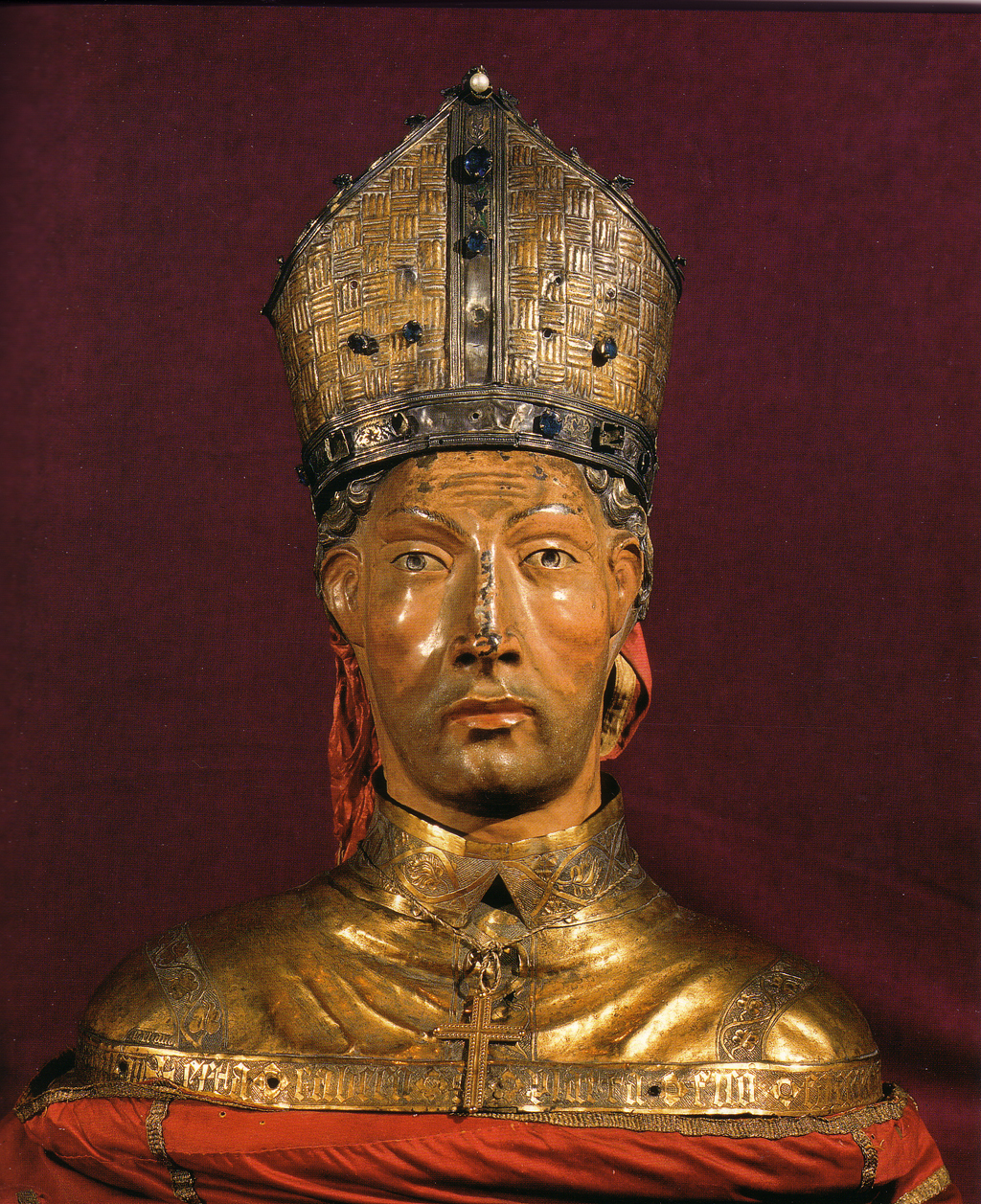
San Prudenzio.

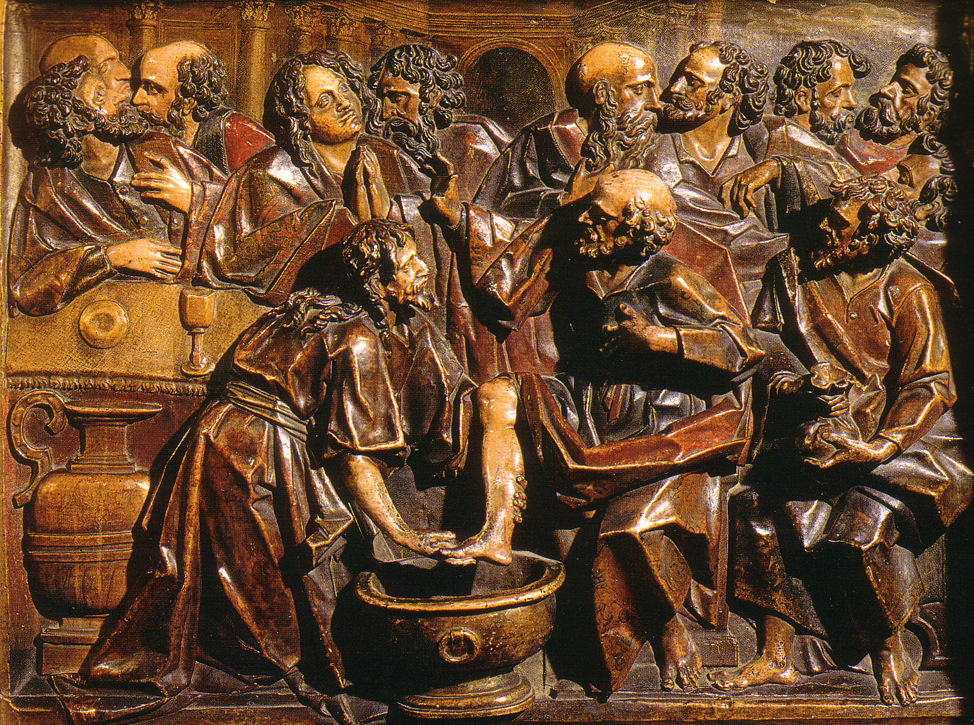
Lavanda dei piedi.

- Coronazione di Maria Assunta

Gruppo fiammingo della seconda metà del XV secolo proveniente dal Señorio de Somalo e che, in precedenza fu posto come pala sull'altare maggiore di Santa Maria La Real de Najera.
- Adorazione dei Re Magi

Bassorilievo scolpito ad Anversa in bello stile romanico. Propone una scena piena di tenerezza ed espressività dotata di una sorprendente prospettiva.
- Immacolata

Immagine del XVII secolo scolpita dall'artista di Valladolid, Gregorio Fernández.
- San Prudenzio di Armentia

Busto ispano-fiammingo d'argento, risalente al 1461 secondo l'iscrizione gotica incisa nella base dello stesso. Proviene dal monastero di Monte Laturce, oggi in rovina, vicino Clavijo. In questa cappella sono anche depositate le reliquie di questo santo patrono di Álava e quelle di altri santi della Rioja.
- Lavanda dei piedi agli apostoli

Armonica composizione della scena della Lavanda dei piedi agli Apostoli da parte Gesù Cristo nell'ultima Cena. Altorilievo di stile romanico del XVI secolo.